# Миелотоксичность
Миелотоксичность — негативный эффект воздействия некоторых химических и радиоактивных соединений антропогенного или биологического происхождения — миелотоксинов, а также ионизирующего излучения, на клетки миелоидной ткани красного костного мозга. При воздействии данных соединений происходит резкое снижение клеток крови (цитопении) — эритроцитов, лейкоцитов, тромбоцитов, лимфоцитов, вследствие чего возникают различные заболевания системы гемопоэза и, сопряжённой с ней иммунной системы (миелодиспластический синдром, вторичные иммунодефицитные состояния (ВИДС), апластическая анемия и другие). Миелотоксичность является частным случаем гематотоксичности.
Характеризуется частичным (обратимым) или полным (тотальным или необратимым) поражением клеток миелоидной ткани. При частичном поражении затрагиваются небольшие участки данной ткани (происходит образование диспластических клеток), клетки которых в дальнейшем могут быть замещены на здоровые (вследствие роста незатронутых клеток-предшественников). При полном или тотальном поражении миелоидной ткани, замещение повреждённых клеток происходит крайне медленно (или вовсе отсутствует, так как затронуты и поражены практически все клетки-предшественники) и требуется немедленное хирургическое вмешательство (трансплантация красного костного мозга). 
Миелотоксины могут обладать также иммунодепрессивными (частично или полностью подавлять работу иммунной системы), канцерогенными (вызывать злокачественные опухоли) и мутагенными (влиять на генетический аппарат клеток) свойствами. Все миелотоксины являются ксенобиотиками.

## Молекулярный механизм действия миелотоксинов
Миелотоксины могут непосредственно оказывать негативное воздействие на клетки, такие миелотоксины называют прямыми, к ним относятся радионуклиды, некоторые химиотерапевтические средства, этиленимин и т. д. Другие же миелотоксины приобретают токсичные свойства в результате биохимической трансформации, с участием ферментных систем клеток, к ним относятся микотоксины, бензол, анилин, некоторые вирусы.
Прямые миелотоксины ввиду высокой реакционной способности могут быстро повредить целостность структуры органелл клеток. Особенно таким свойством обладают радионуклиды и ионизирующее излучение. Попадая внутрь клеток, они генерируют большое количество свободных радикалов или вызывают высокую степень ионизации (образование свободных ионов), которые сильно повреждают органеллы, происходят цепные реакции, которые невозможно предотвратить, ввиду чрезвычайно высокой нагрузки ферментных систем. Всё это приводит к так называемому «метаболическому хаосу» с одновременной деструкцией органелл (особенно клеточных ядер), приводящей к смерти клеток (апоптоз).
Непрямые миелотоксины приобретают токсичные свойства только после биотрансформации. В результате биохимических реакций под действием ферментных систем, происходит образования реактивных форм молекул миелотоксинов. Наиболее изучены действия непрямого миелотоксина — бензола.

## Биологические миелотоксины
К биологическим или естественным миелотоксинам относятся некоторые виды вирусов, метаболиты и токсины биологического происхождения (бактериального, грибов-микромицетов, простейших, растений итд.), обладающие негативным эффектом на клетки миелоидной ткани, вплоть до их разрушения.

### Микотоксины
Микотоксины это вторичные метаболиты микроскопических плесневых грибов.
Многие микотоксины обладают высокой биологической активностью, которая проявляется в иммуносупрессивном, миелотоксичном, канцерогенном и политропном воздействии.

## Антропогенные миелотоксины
Антропогенные или искусственные миелотоксины (являются результатом деятельности человека) представляют собой химические соединения или радионуклиды, которые могут оказывать патофизиологические воздействия на клетки миелоидной ткани, вплоть до их дегенерации (утрата некоторых частей клеток — органелл и, как следствие клеточный атипизм), опухолевой трансформации и деструкции (разрушения). Примером антропогенных миелотоксинов является бензол, толуол, анилин. Помимо этого существуют целая группа фармацевтических препаратов с миелотоксичностью, в первую очередь в неё входят химиотерапевтические средства. Среди радионуклидов наиболее опасными являются изотопы стронций-89 и стронций-90.

### Пути проникновения в миелоидную ткань
Основной путь попадания антропогенных миелотоксинов это респираторный или воздушный (через лёгкие), алиментарный (через пищевые продукты, контаминированные миелотоксинами) и парентеральный (химиотерапевтические средства). Также некоторые миелотоксины могут проникать через кожу (дермально).

### Миелотоксичность бензола
Бензол является одним из самых распространённых ксенобиотиков с миелотоксичным эффектом. Он легко всасывается поверхностью незащищеной кожи, а также через лёгкие в кровь. Поступая в красный костный мозг он быстро солюбилизирует биомембраны клеток миелоидной ткани, вызывая при этом их дегенерацию (проявления атипичных свойств) и/или деструкцию (разрушение). Метаболиты бензола (эпоксид, оксид), которые образуются при биотрансформации с участием микросомальной системой окисления (с участием цитохрома P450), проявляют чрезвычайно высокую реакционную способность, за счёт разрыва цикла становятся электрофилами, и легко арилируют нуклеофильные центры (аминогруппы нуклеотидов) молекул ДНК (реакция нуклеофильного замещения), с образованием прочных ковалентно связанных ДНК-аддуктов, изменяя или повреждая тем самым её структуру (генотоксичность). Помимо этого миелоидную ткань повреждают свободные радикалы, 
которые генерируются в результате биохимического окисления бензола, так называемый радиомиметический эффект (подобный ионизирующему излучению). Большую опасность представляет его хроническое воздействие, так как он проявляет сильную канцерогенность и молекулы хорошо депонируются в клетках данной ткани, последствием которого является грозное заболевание —
апластическая анемия или злокачественная трансформация клеток (малигнизация).

### Радиоактивные соединения с миелотоксичностью
Миелоидной ткани, вследствие наличия большого количества незрелых клеток, свойственна высокая чувствительность к воздействию ионизирующего излучения. Даже небольшие количества радиоактивных соединений, попавшие в миелоидную ткань приводят к серьёзным последствиям. Большую опасность представляет долговременное (хроническое) воздействие радионуклидов, приводящее к злокачественным новообразованиям (лимфобластный и миелобластный лейкоз, миеломная болезнь, радиогенная остеосаркома итд.) и лучевой болезни.